# Allata
Allata é um gênero de traça pertencente à família Arctiidae.

## Espécies
- Allata affinis
- Allata argentifera
- Allata benderi
- Allata costalis
- Allata indistincta
- Allata lignea
- Allata novaeguineae
- Allata plusiata
- Allata raquelae